# Richard Antinucci
Richard Antinucci (Roma, 26 de janeiro de 1981) é um ex-automobilista ítalo-americano que disputou a temporada 2009 da IndyCar, pela equipe 3G Racing, em rodízio com os veteranos Stanton Barrett e Jaques Lazier. Seu melhor resultado em 5 provas foi um 15º lugar em Sonoma.
Disputou ainda corridas da Formula 3 Euro Series, Fórmula Renault 3.5, Fórmula 3 Japonesa e Fórmula 3 Britânica, além da Indy Lights entre 2007 e 2008, estreando pela Cheever Racing, equipe dirigida por seu tio, Eddie Cheever.